# 부산우체국
부산우체국은 부산광역시 중구 전역 및 서구 전역을 관할하는 부산지방우정청 소속 우체국이다.

## 기본 정보
- 주소: 부산광역시 중구 중앙대로 63

## 연혁
- 1895년 12월 7일(음 10.21): 동래부 부산포에서 우체사 개설.[1]
- 1896년 8월: 우체사 명칭을 부산 우체사로 개정
- 1905년 5월 21일: 부산우체사 및 부산전보사가 일본부산우편국으로 흡수. 합병되고 청사는 일본 부산우편국의 창고로 사용됨
- 1910년 3월 25일: 현재 부산시 중구 중앙동 3가 1에 청사 신축준공
- 1950년 1월 12일: 부산우편국을 부산우체국으로 개칭
- 1989년 3월 6일: 신축청사 이전(부산시 중구 중앙동 3가 1번지)
- 1995년 12월 7일: 부산우체국 개국 100주년
- 2001년 9월 24일: 부산법원우체국을 부산 서구 부민동2가 1에서 연제구 거제1동 1500으로 이전[2]
- 2008년 9월 19일: 부산영주1동우체국 폐국[3]
- 2008년 12월 29일: 부산신동아빌딩우편취급국 개국[4]
- 2012년 7월 23일: 부산중앙동4가우체국을 중구 충장대로5번길 56 (중앙동4가 78-6)에서 중구 충장대로5번길 72 (중앙동4가 75-1) 위치로 이전[5]
- 2013년 12월 31일: 부산동아대학교 구덕캠퍼스우체국 폐국[6]
- 2014년 1월 1일: 우편구역을 다음과 같이 고시[7]

| 배달국     | 배달구역          | 구역번호                    |
| ---------- | ----------------- | --------------------------- |
| 부산우체국 | 중구, 서구 전지역 | 48900 ~ 48984 49200 ~ 49277 |

- 2014년 4월 6일: 기존 부산 서구 천마로 107 (남부민동)에 있던 부산천마우편취급국 폐국[8]
- 2014년 4월 7일: 부산천마우편취급국 재설치 개국[9]
- 2014년 10월 31일: 기존 부산 서구 망양로 26 (서대신동3가)에 있던 부산구덕우편취급국 위탁계약 해지로 폐국[10]
- 2014년 11월 3일: 부산구덕우편취급국 재개국[11]
- 2014년 12월 31일: 부산광복동우체국 폐국[12]

## 관할 우체국
| 우체국명                        | 사진 | 주소                                              | 비고                               |
| ------------------------------- | ---- | ------------------------------------------------- | ---------------------------------- |
| 부산광복동우체국                |      | 부산광역시 중구 광복로 87-1 (광복동1가)           | 2014년 12월 31일 폐국              |
| 부산구덕우편취급국              |      | 부산광역시 서구 꽃마을로 42                       | 2014년 11월 3일 위치 이전해 재설치 |
| 부산대영우편취급국              |      | 부산광역시 중구 초량상로5번길 34                  |                                    |
| 부산동아대학교 구덕캠퍼스우체국 |      | 부산광역시 서구 동대신동3가 1-22 동아대구덕캠퍼스 | 2013년 12월 31일 폐국              |
| 부산메리놀병원우편취급국        |      | 부산광역시 중구 중구로 121                        |                                    |
| 부산보수동우체국                |      | 부산광역시 중구 흑교로45번길 7                    |                                    |
| 부산서대신동우체국              |      | 부산광역시 서구 구덕로 313                        |                                    |
| 부산송도우체국                  |      | 부산광역시 서구 충무대로 47                       |                                    |
| 부산신동아우편취급국            |      | 부산광역시 중구 자갈치로 42                       | 2008년 12월 29일 신설              |
| 부산아미동우체국                |      | 부산광역시 서구 구덕로 193                        |                                    |
| 부산영주1동우체국               |      | 부산광역시 중구 동광동5가 3-7                     | 2008년 9월 19일 폐국               |
| 부산중앙동4가우체국             |      | 부산광역시 중구 충장대로5번길 72                  | 2012년 7월 23일 현위치로 이전      |
| 부산창선동우체국                |      | 부산광역시 중구 광복로39번길 17-1                 |                                    |
| 부산천마우편취급국              |      | 부산광역시 서구 천마로 90                         | 2014년 4월 7일 위치 이전해 재설치  |
| 부산충무동우체국                |      | 부산광역시 서구 충무대로 258                      |                                    |

## 조직
- 경영지도실
- 우편물류과
  - 운용실
- 소포영업과
- 지원과
- 영업과
  - 고객지원실